# Gomes da Silva (político)
Raimundo Gomes da Silva (Uruburetama, CE, 31 de agosto de 1920 – Uruburetama, CE, 18 de novembro de 2008) foi um advogado, agropecuarista, servidor público e político brasileiro que foi deputado federal pelo Ceará.

## Dados biográficos
Filho de Joaquim da Mota Silva e Joana Gomes da Silva. Advogado graduado em 1947 pela Universidade Federal do Ceará, foi agropecuarista e servidor público, integrou o Tribunal de Contas dos Municípios do Ceará. Filiado ao PSD, foi eleito deputado estadual em 1950, 1954, 1958 e 1962. Por causa da imposição do bipartidarismo pelo Regime Militar de 1964 migrou para a ARENA e obteve novos mandatos em 1966 e 1970. Nesse período foi presidente da Assembleia Legislativa do Ceará por duas vezes e líder do governo César Cals.
Eleito deputado federal em 1974 e 1978, ficou na suplência pelo PDS em 1982, todavia exerceu o mandato durante quase toda a legislatura: primeiro quando o governador Gonzaga Mota nomeou César Cals Neto prefeito de Fortaleza em 1983 e depois com a posse de Paulo Lustosa no Ministério da Desburocratização a convite do presidente José Sarney. Durante o seu mandato faltou à votação da Emenda Dante de Oliveira em 1984 e escolheu Paulo Maluf no Colégio Eleitoral em 1985, fatos que não impediram sua mudança para o PFL. Seu último cargo público foi o de assessor do Ministério de Minas e Energia no último ano da gestão Aureliano Chaves.